# Sh2-94
Sh2-94 est une nébuleuse en émission visible dans la constellation du Cygne.
Elle est située à environ 2° au nord de la célèbre double optique Albireo (β Cygni), une étoile de magnitude 3 également visible depuis les centres urbains. Elle apparaît comme un filament nébuleux très faible, au point qu'elle ne peut être capturée qu'à travers des photos à longue exposition grâce aux appareils photo très sensibles équipés de filtres. Le meilleur moment pour l'observer dans le ciel du soir est de juin à décembre, surtout depuis les régions boréales.
Sh2-94 constitue l'un des filaments nord du rémanent de supernova G65.2+5.7, situé à environ 800 pc (∼2 610 al) du système solaire dans une région galactique riche en nuages moléculaires denses, sur laquelle se détache le Grand Rift. L'étoile progénitrice qui a explosé en supernova était située à environ 80 pc (∼261 al) au nord du plan galactique et a généré une superbulle étendue sur environ 180 pc (∼587 al). D'après les études menées sur la vitesse d'expansion de la superbulle, l'explosion se serait produite il y a environ 300 000 ans. D'autres études qui prennent en considération les observations en rayons X menées par le satellite ROSAT ont indiqué un âge bien inférieur, d'environ 28 000 ans.